# Llengües ameríndies

Distribució de famílies lingüístiques al Nord de Mèxic a l'arribada dels europeus.

Les llengües ameríndies són tots aquells idiomes parlats a Amèrica abans de l'arribada de Cristòfor Colom pels amerindis nord-americans i pels amerindis sud-americans. No corresponen a una sola família lingüística sinó a una agrupació geogràfica. Moltes es van extingir, suplantades per l'espanyol, el portuguès, el francès i l'anglès, les llengües dels colonitzadors. Avui dia moltes llengües indígenes han de lluitar per la seva supervivència i el seu reconeixement, ja que estan lligades a cultures rurals, amb una forta diglòssia i, moltes, sense el suport de l'escriptura.

## Classificació de les llengües del continent americà
Hi ha diverses classificacions de les llengües d'Amèrica, i és fora de l'abast d'aquest article considerar-les totes; per això, la llista davall consisteix en famílies lingüístiques generalment considerades provades, excepte les mercades específicament com "hipotètiques".

### Amèrica del Nord
- Família na-dené
  - Família atapascana o dené
  - Eyak
  - Tlingit

Aquest grup és una branca de la família Dené-ienisseià, que és l'única família lingüística acceptada que uneix llengües del Vell Món i del Nou Món.
- Família àlgica
  - Llengües algonquines
  - Wiyot
  - Yurok

- Família muskogi
- Família siouan
- Família iroquès
- Família caddo

- Família salish

- Família yok-utià (hipotètica)
  - Miwok
  - Yokut
  - Costano

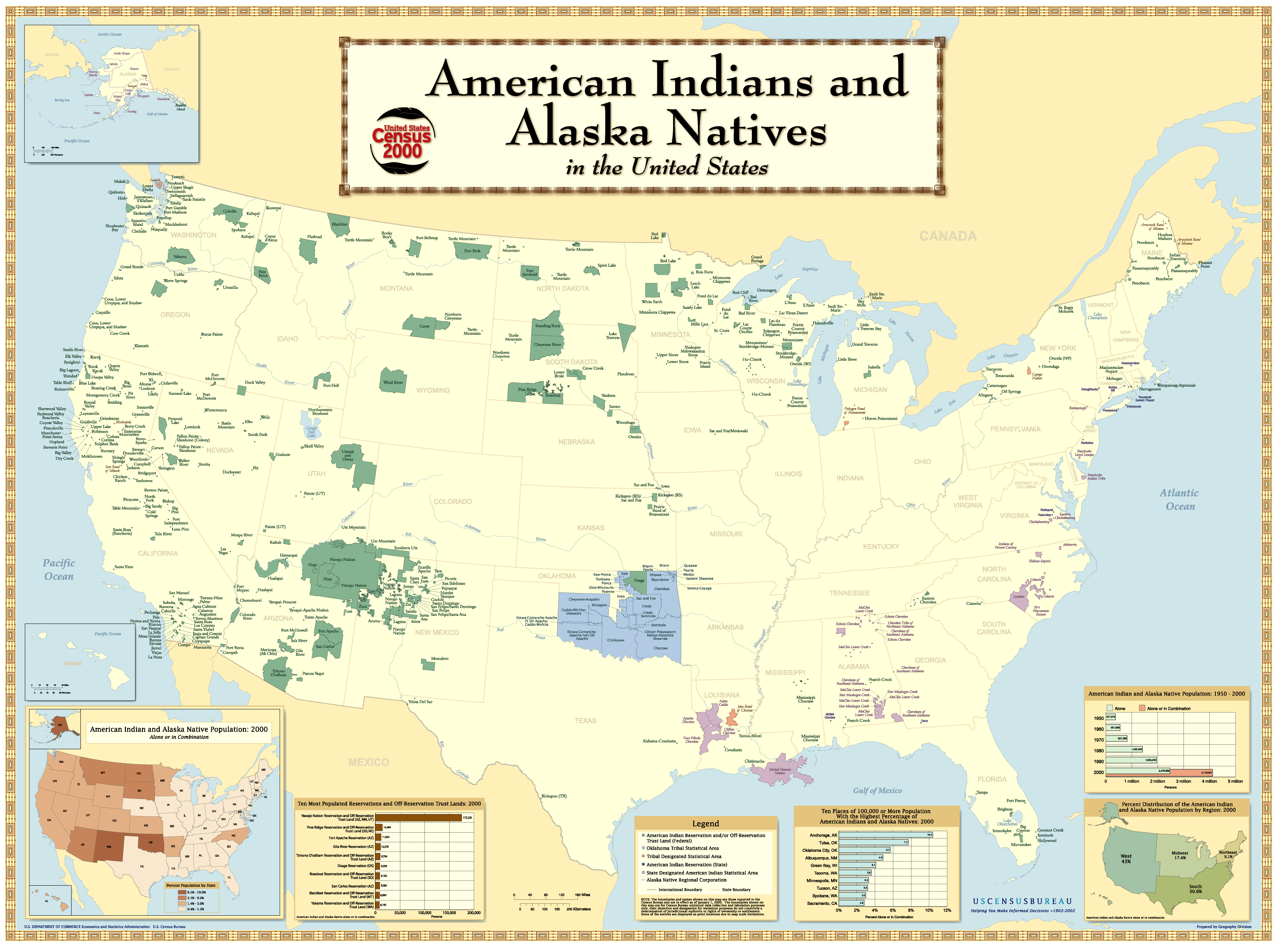
Reserves índies als EUA

- Família takelma-kalapuya (hipotètica)
  - Takelma (i lagatwa)
  - Kalapuya

- Família uto-asteca
- Família kiowa-tano
- Família yuma-chochimí
- Família wakash
- Família pomo
- Família palaihnihana
- Família shahaptiana
- Família wailatpua (llengua cayuse)

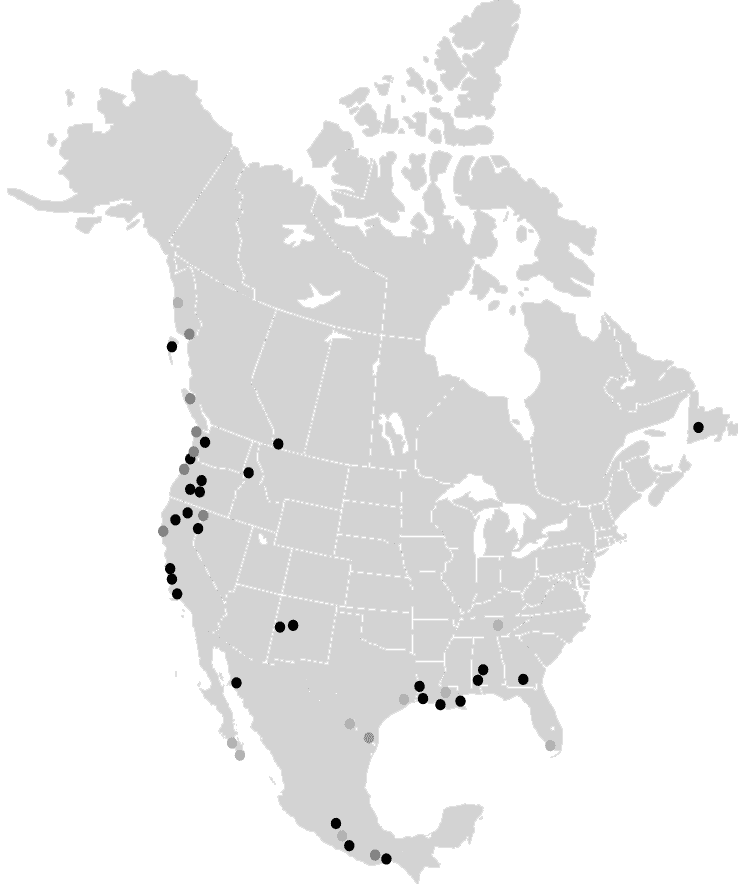
Llengües aïllades (negre), quasi-aïllades (gris fosc) i de classificació dubtosa (gris clar) del Canadà, els EUA i Mèxic.

- Família chinook

- Llengües aïllades
  - Llengües aïllades (negre), quasi-aïllades (gris fosc) i de classificació dubtosa (gris clar) del Canadà, els EUA i Mèxic.Maidu

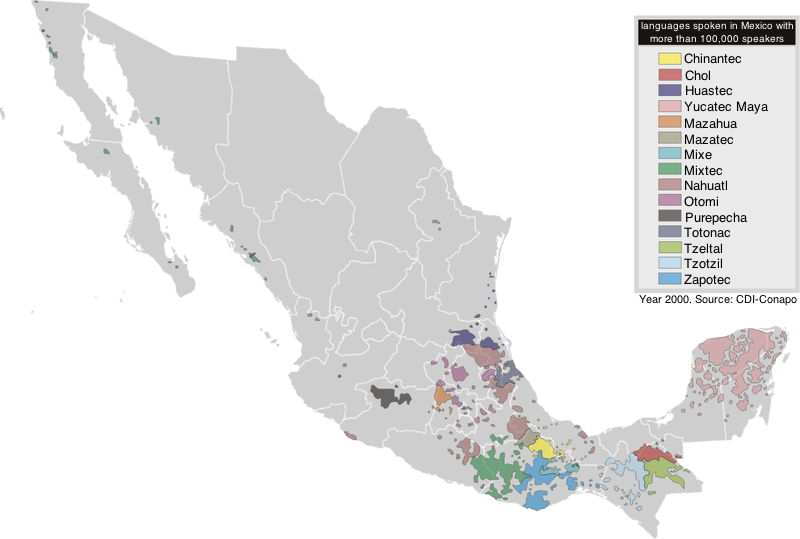
Llengües de Mèxic amb més de 100.000 parlants.

  - Wintun
  - Zuni
  - Beothuk
  - Keres
  - Yuki
  - Wappo
  - Kutenai
  - Chimakum
  - Yuchi
  - Seri
  - Shasta
  - Washo
  - Yana
  - Chimariko
  - Kumashan
  - Esselen
  - Coahuiltec
  - Klamath i modoc
  - Hanis
  - Alsea
  - Siuslaw

### Centre-sud deMèxici l'Amèrica Central
Vegeu també l'article: Llengües de Mèxic
1. Txibtxa (Amèrica central i Sud-amèrica) (22)
2. Comecrudo (Texas & Mèxic) (3)
3. Guaicura (8) (també Waikurian)
4. Jicaque
5. Lenca
6. Maia (31)
7. Misumalpa
8. Mixe-zoque (19)
9. Otomang (27)
10. Tequistlateca (3)
11. Totonaca (2)
12. Uto-asteca (33)
13. Xinca
14. Yuma-cochimí (11)

#### Aïllades o no classificades (central)
1. Alagüilac (Guatemala)
2. Coahuilteco (EUA: Texas; NE Mèxic)
3. Cotoname (NE Mèxic; EUA: Texas)
4. Cuitlatec (Mèxic: Guerrero)
5. Huetar (Costa Rica)
6. Huave (Mèxic: Oaxaca)
7. Maratino (NE Mèxic)
8. Naolan (Mèxic: Tamaulipas)
9. Quinigua (NE Mèxic)
10. Seri (Mèxic: Sonora)
11. Solano (NE Mèxic; EUA: Texas)
12. Tarasco (Mèxic: Michoacán) (també Purépecha o purépetxa, Tarasco)

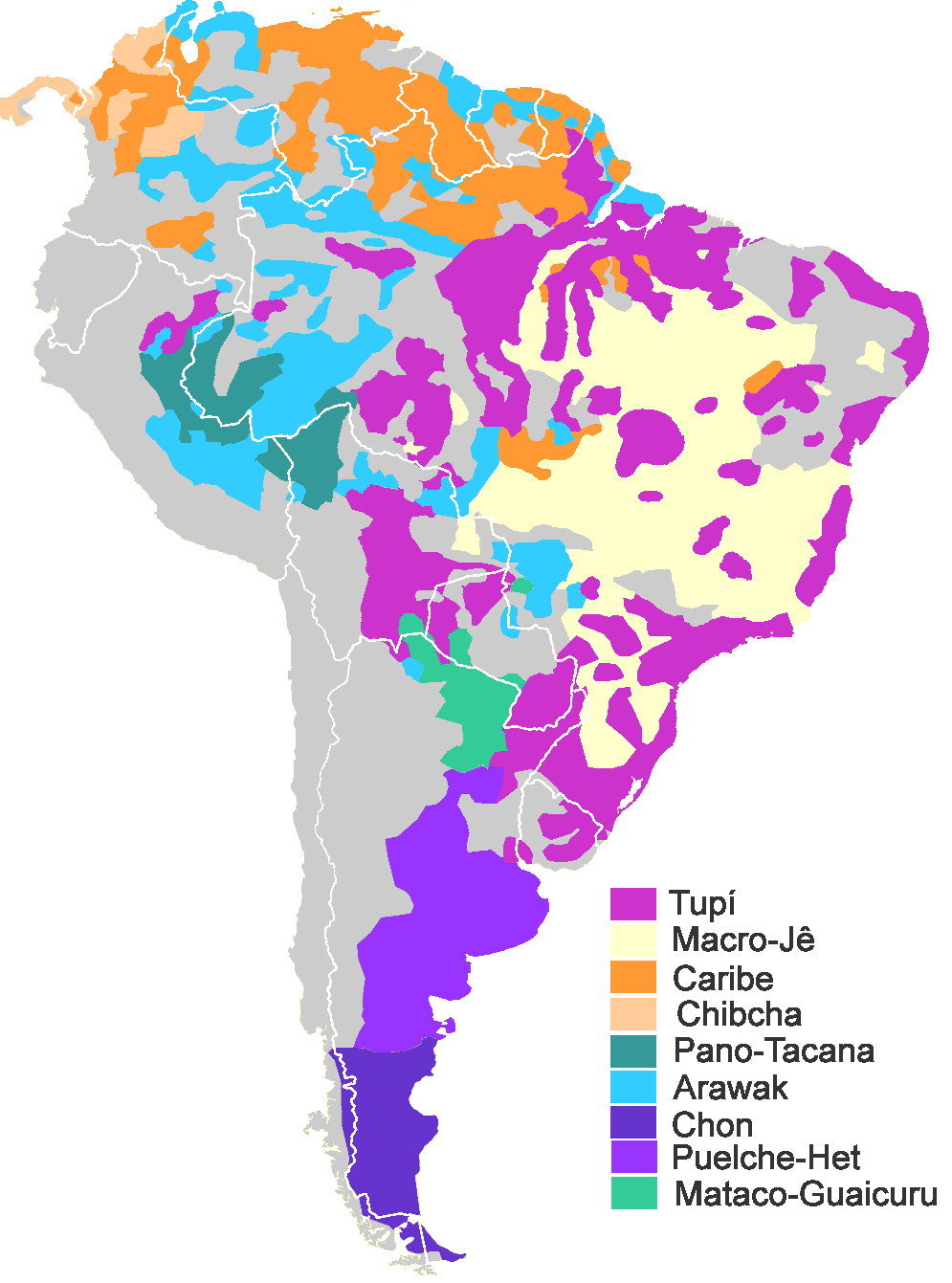
Principals famílies d'América del Sud (exceptuant el quítxua, aimara i mapudungun).

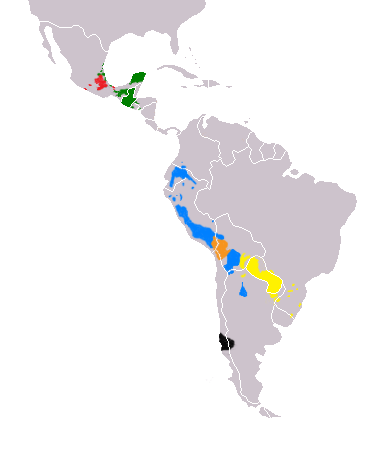
Distribució de les llengües més parlades de Llatinoamèrica a principis del segle XXI.
Quechua
Guaraní
Aimara
Nahuatl
Llengues maies
Mapudungun

### Amèrica del Sud
1. Arauana (8) també Arahuan, Arawá, Arauanes) (†)
2. Arawak (Amèrica del Sud i Carib) (60) també Arahuaques, Maipureanes, Maipuran, Maipúrean, Maipureano
3. Arutani-Sape (2) també Arutani-sapé)
4. Aymara (3) també Jaqi, Aru, Aymara, Jaqaru)
5. Barbacoa (8) també Barbacoanas
6. Bororoa també Boróroan)
7. Botocudo (3) també Aimoré
8. Cahuapana (2) també Jebero, Kawapánan, Cahuapananas)
9. Cariba (29) també Caribe, Carib
10. Catacaoa també Katakáoan (†)
11. Chapacura-Wanham (9) també Chapacuran, Txapakúran, Chapakúran)
12. Charrua també Charrúan) (†)
13. Xibxa (Amèrica Central & Amèrica del Sud) (22)
14. Chimú (†)
15. Chipaya-Uru també Uru-Chipaya)
16. Chocó (10) també Chocoan)
17. Cholonan (†)
18. Chon (2) també Patagonian)
19. Guajibo (4) també Wahívoan) (†)
20. Guaykurú també Waikurúan)
21. Harákmbut (2) també Tuyoneri)
22. Huarpe també Warpe) (†)
23. Jirajara (3) també Hiraháran, Jirajarano, Jirajarana) (†)
24. Jabutia també Jabutían)
25. Jê (13) també Gê, Jean, Jêan, Gêan, Je, Ye)
26. Jívaro (4) també Hívaro)
27. Kamakana també Kamakánan) (†)
28. Karajá
29. Katukina (3) també Catuquinan)
30. Màku (6)
31. Mascoya (5) també Maskóian, Mascoian)
32. Mataco-Guaicuru (11)
33. Maxakalía també Mashakalían)
34. Mosetena també Mosetén)
35. Llengües Mura (4)
36. Nambiquara (5)
37. Otomacoa (2) també Otomákoan) (†)
38. Paesa (4)
39. Panoa també Pánoan)
40. Peba-Yagua (2) també Yaguan, Yáwan, Peban) (†)
41. Puinavea també Makú)
42. Puria també Purían) (†)
43. Quítxua (46)
44. Saliva (2) també Sálivan)
45. Tacana també Takánan)
46. Timotea (2) també Timoteano, Timoteana, Timótean) (†)
47. Tinigua (2) també Tiníwan) (†)
48. Tucanoa (25) també Tukánoan)
49. Tupia (70)
50. Witotoitotoan (6) també Huitotoan, Bora-Witótoan)
51. Yanomama (4)
52. Zamucoa (2)
53. Zaparoa (7) també Sáparoan)

#### Aïllades i no classificades (Sud-amèrica)
1. Aguano (†)

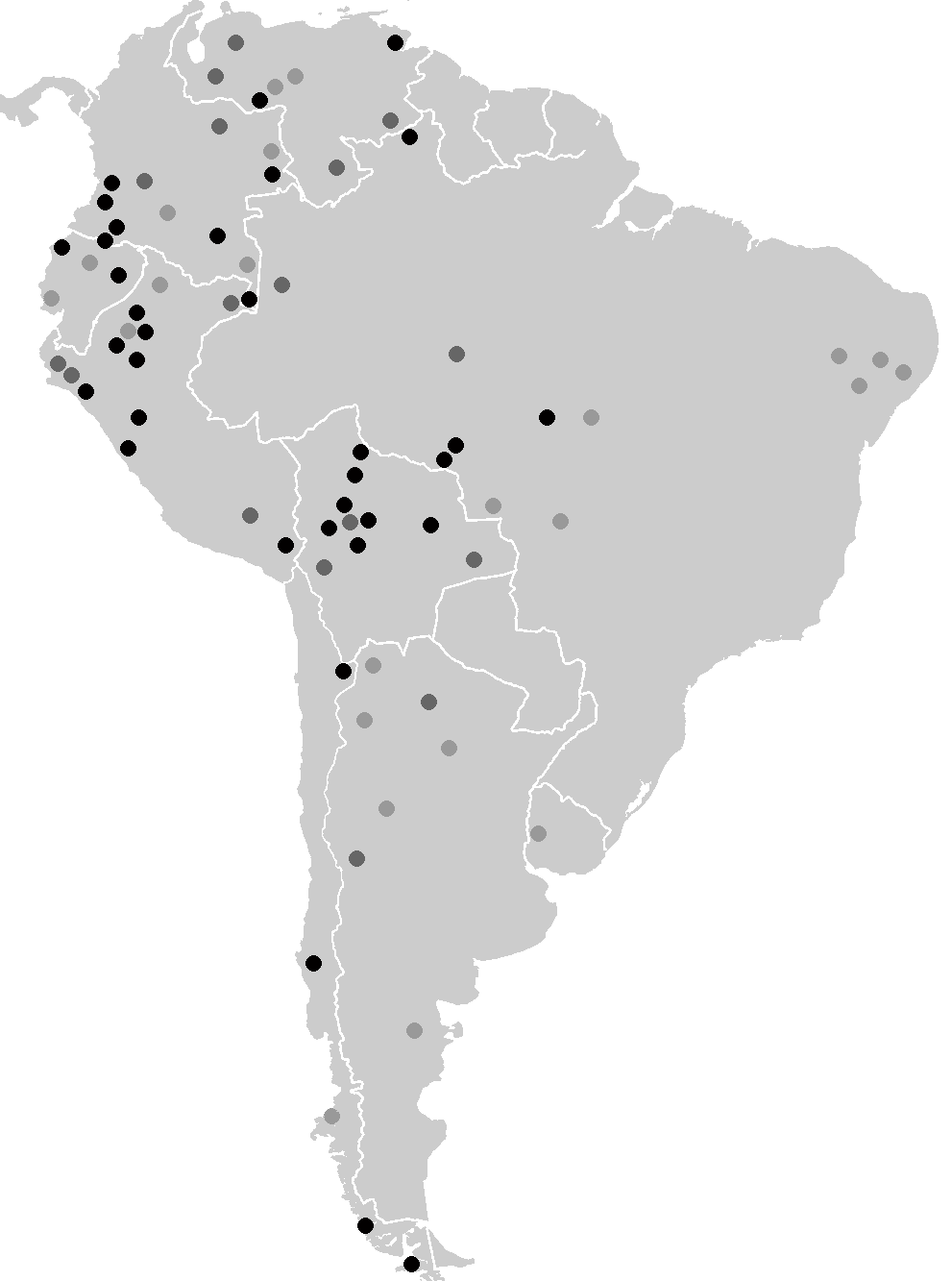
Llengües aïllades (negre), quasi-aïllades (gris fosc) i de classificació dubtosa (gris clar) de l'Amèrica del Sud.

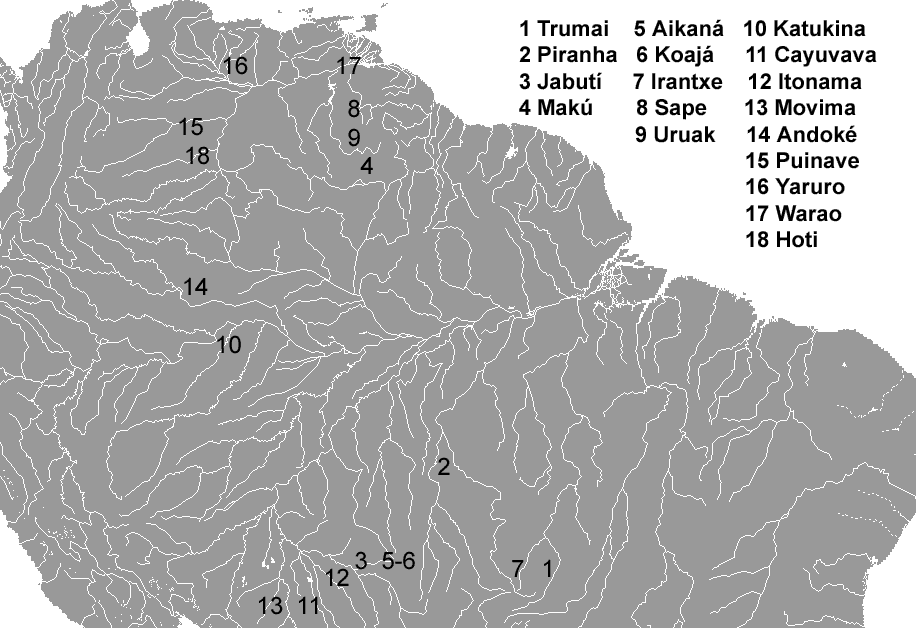
Llengües aïllades de l'Amazònia (Brasil, Colòmbia, Bolívia i Veneçuela).

2. Ahuaqué també Auaké, Uruak, Awaké)
3. Aikaná (Brasil: Rondônia)
4. Andoque (Colòmbia, Perú) també Andoke)
5. Andoquero (†)
6. Aushiri també Auxira)
7. Baena (Brasil: Bahia) també Baenán, Baenã) (†)
8. Betoi (Colòmbia) també Betoy, Jirara) (†)
9. Candoshi també Maina, Kandoshi)
10. Canichana (Bolívia) també Canesi, Kanichana)
11. Carabayo
12. Cayubaba (Bolívia)
13. Chiquitano
14. Coeruna (Brasil) (†)
15. Cofán (Colòmbia, Equador) també Kofán)
16. Cueva
17. Culle (Perú) també Culli, Linga, Kulyi)
18. Cunza (Xile, Bolívia, Argentina) també Atacama, Atakama, Atacameño, Lipe, Kunsa) (†)
19. Esmeralda també Takame) (†)
20. Fulnió
21. Gamela (Brasil: Maranhão) (†)
22. Gorgotoqui (Bolívia) (†)
23. Guamo (Veneçuela) també Wamo) (†)
24. Guató
25. Huamoé (Brasil: Pernambuco) (†)
26. Huarpe (Warpe)
27. Irantxe (Brasil: Mato Grosso)
28. Itonama (Bolívia) també Saramo, Machoto)
29. Jeikó (†)
30. Jotí (Veneçuela) també Hotí, Waruwaru)
31. Kaimbe
32. Kaliana també Caliana, Cariana, Sapé, Chirichano)
33. Kamsá (Colòmbia) també Sibundoy, Coche, Camsá)
34. Kapixaná (Brasil: Rondônia) també Kanoé, Kapishaná)
35. Karirí (Brasil: Paraíba, Pernambuco, Ceará) (†)
36. Katembrí (†)
37. Kawésqar (Alacaluf, Qawasqar, Halawalip, Aksaná, Hekaine)
38. Koihoma (Perú) (†)
39. Koayá (Brasil: Rondônia) (†)
40. Kukurá (Brasil: Mato Grosso) (†)
41. Leco (Lapalapa, Leko) (†)
42. Lule (†)
43. Maku també Macu)
44. Malibú també Malibu)
45. Mapudungu també Araucanian, Mapuche, Huillice)
46. Matanawí (†)
47. Mocana
48. Movima (Bolívia)
49. Munichi (Perú) també Muniche)
50. Mutú també Loco)
51. Muzo (†)
52. Natú (Brasil: Pernambuco) (†)
53. Nonuya (Perú)
54. Ofayé
55. Vell Catío-Nutabe (Colòmbia) (†)
56. Omurano (Peru) també Mayna, Mumurana, Numurana, Maina, Rimachu, Roamaina, Umurano) (†)
57. Otí (Brasil: São Paulo) (†)
58. Pakarara (†)
59. Palta
60. Panche (†)
61. Pankararú (Brasil: Pernambuco) (†)
62. Pantagora (†)
63. Panzaleo (Equador) també Latacunga, Quito, Pansaleo)
64. Patagón
65. Pijao
66. Puelche també Guenaken, Gennaken, Pampa, Pehuenche, Ranquelche) (†)
67. Puquina (Bolívia) (†)
68. Resígaro (frontera entre Colòmbia i Perú)
69. Rikbaktsá
70. Sabela (Equador, Perú) també Auca, Huaorani, Wao, Auka)
71. Sechura (Atalan, Sec) (†)
72. Salumã (Brasil)
73. Tairona (Colòmbia) (†)
74. Tarairiú (Brasil: Rio Grande do Norte) (†)
75. Taruma (†)
76. Taushiro (Perú) també Pinchi, Pinche)
77. Tequiraca (Perú) també Tekiraka, Avishiri) (†)
78. Teushen (†) (Patagònia, Argentina)
79. Ticuna (Colòmbia, Perú, Brasil) també Magta, Tikuna, Tucuna, Tukna, Tukuna)
80. Trumai (Brasil: Xingu, Mato Grosso)
81. Tuxá (Brasil: Bahia, Pernambuco) (†)
82. Urarina també Shimacu, Itukale, Shimaku)
83. Vilela
84. Wakona (†)
85. Warao (Guyana, Surinam, Veneçuela) també Guarao)
86. Xokó (Brasil: Alagoas, Pernambuco) també Shokó) (†)
87. Xukurú (Brasil: Pernambuco, Paraíba) (†)
88. Yaghan (Xile) també Yámana)
89. Yaruro també Jaruro)
90. Yuracare (Bolívia)
91. Yuri (Colòmbia, Brasil) també Jurí) (†)
92. Yurumanguí (Colòmbia) també Yurimangui, Yurimangi) (†)